# Nosze

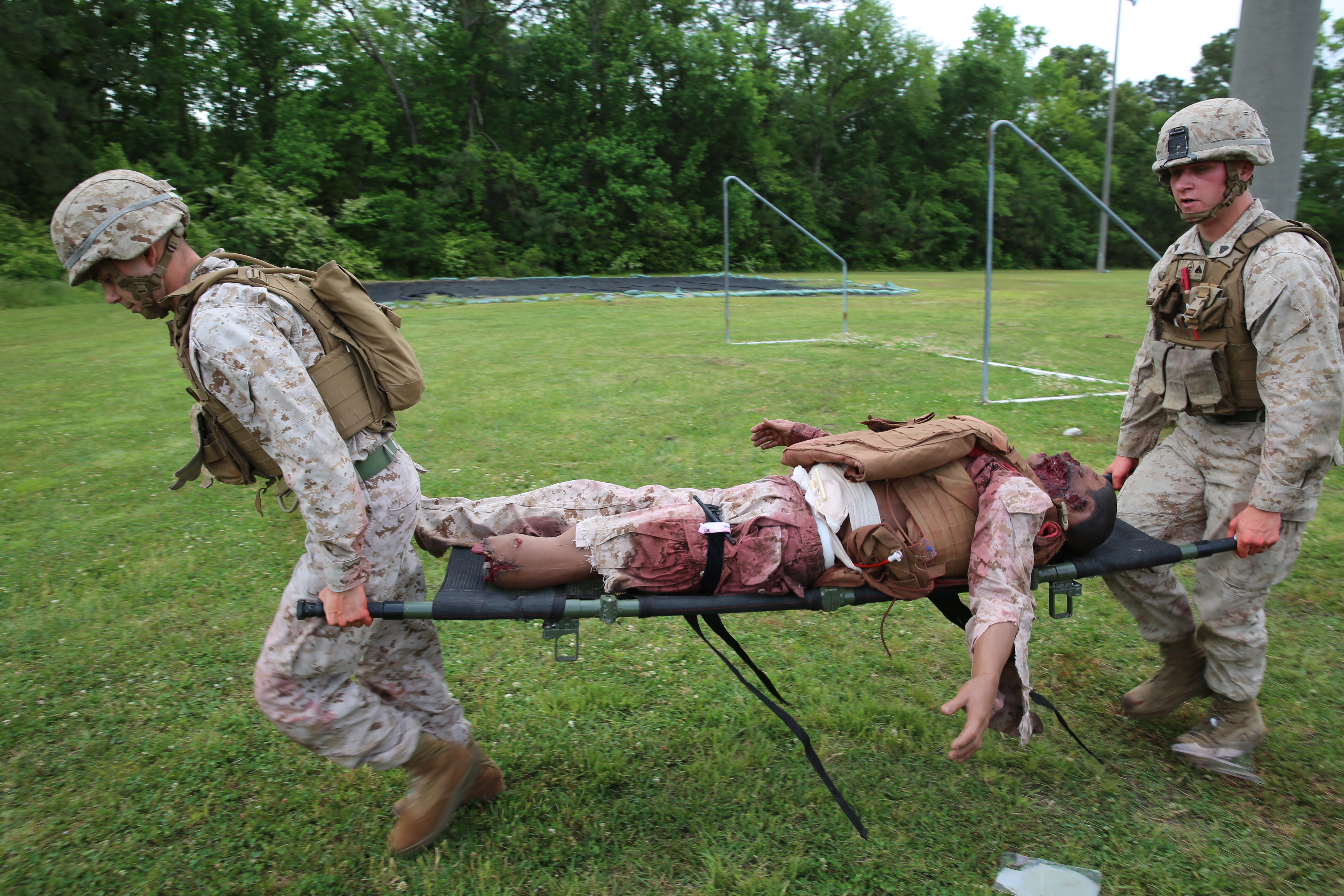
Nosze

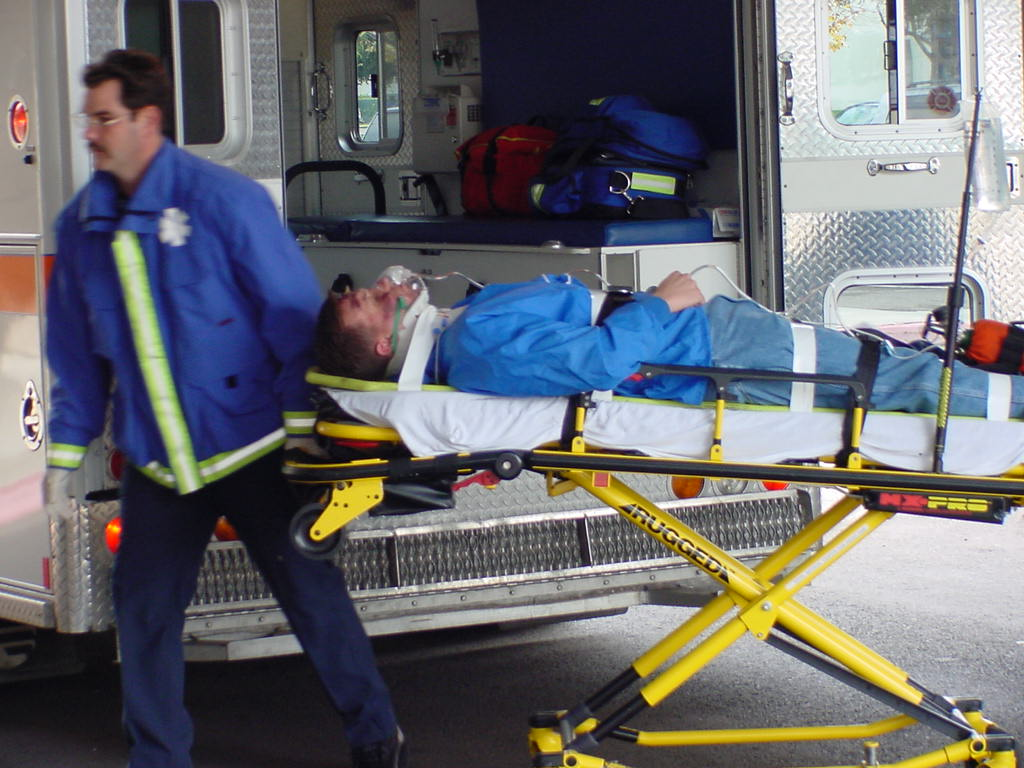
Ranny transportowany na noszach samojezdnych

Nosze – urządzenie medyczne umożliwiające transportowanie chorego lub rannego w pozycji leżącej. Stosowane przez różne służby ratownicze, stanowią podstawowe wyposażenie ambulansu sanitarnego.
Tradycyjne nosze składają się z dwóch podłużnych elementów (często drewnianych), których końce stanowią uchwyty transportowe. Pomiędzy elementami znajduje się płachta z materiału, na której układa się osobę transportowaną. Nosze takie najczęściej mają podpórki lub kółka, często są składane. Do transportu przy ich użyciu potrzebnych co najmniej dwóch ratowników.
Obecnie nosze będące wyposażeniem ambulansu najczęściej składają się z metalowej ramy z odpornym na zanieczyszczenia materacem i są zaopatrzone w rozkładaną podstawę na kółkach, umożliwiającą transport na noszach przez jednego ratownika.
Istnieje wiele różnych rodzajów noszy, w tym m.in. nosze podbierakowe, składane „pod” leżącym człowiekiem czy nosze koszowe z poręczami na krawędziach.
Deska ortopedyczna jest rodzajem noszy używanym w przypadku chorych urazowych, ponieważ zapewnia unieruchomienie kręgosłupa na całej długości. Jej przybliżone wymiary to 180 cm x 40 cm x 3 cm. Stosuje się je łącznie z pasami i stabilizatorami głowy. Wykonana jest z plastiku, kompozytu lub drewna. Waga około 8 kg.
Bywają także nosze prowizoryczne – wykonywane z powszechnie dostępnych materiałów, jak drewniane żerdzie i płachty materiału.